# Horro (cheval)
Le Horro est une race de petits chevaux de trait, originaire de l'ouest du plateau central de l'Éthiopie. Caractérisée en 2012, la race est dotée d'une morphologie pauvre, mais est commune et a une bonne diversité génétique. Elle est utilisée intensivement pour la traction et le transport.

## Histoire
La race Horro a été caractérisée récemment, grâce à la thèse de doctorat et à l'étude d'Effa Delesa Kefena et al., publiées en 2012, et portant entre autres sur 95 chevaux de cette population au total, identifiés au sein de huit races de chevaux domestiques éthiopiennes. Par ailleurs, il n'existe pas de stud-book pour cette race. Le Horro n'est pas cité dans la dernière édition de l'encyclopédie de CAB International (2016).

## Description
La taille moyenne enregistrée sur la base de données DAD-IS est de 1,25 m en moyenne chez les juments, et 1,28 m chez les mâles. En termes de morphologie, le Bale et le Kafa sont très proches du Horro,, ; ces trois races appartiennent par ailleurs au même groupe, qui contient aussi l'Abyssinien, l'Ogaden et le Selale. La morphologie est irrégulière, ces chevaux étant caractérisés par un aspect physique défectueux,. Le tour de poitrine est similaire à ceux de races Selale et Bale.
La diversité génétique est bonne.

## Utilisations
Ces chevaux sont employés pour la traction, le transport et le portage, en particulier pour charrier de lourdes charges. Ils servent occasionnellement de chevaux de labour.

## Diffusion de l'élevage

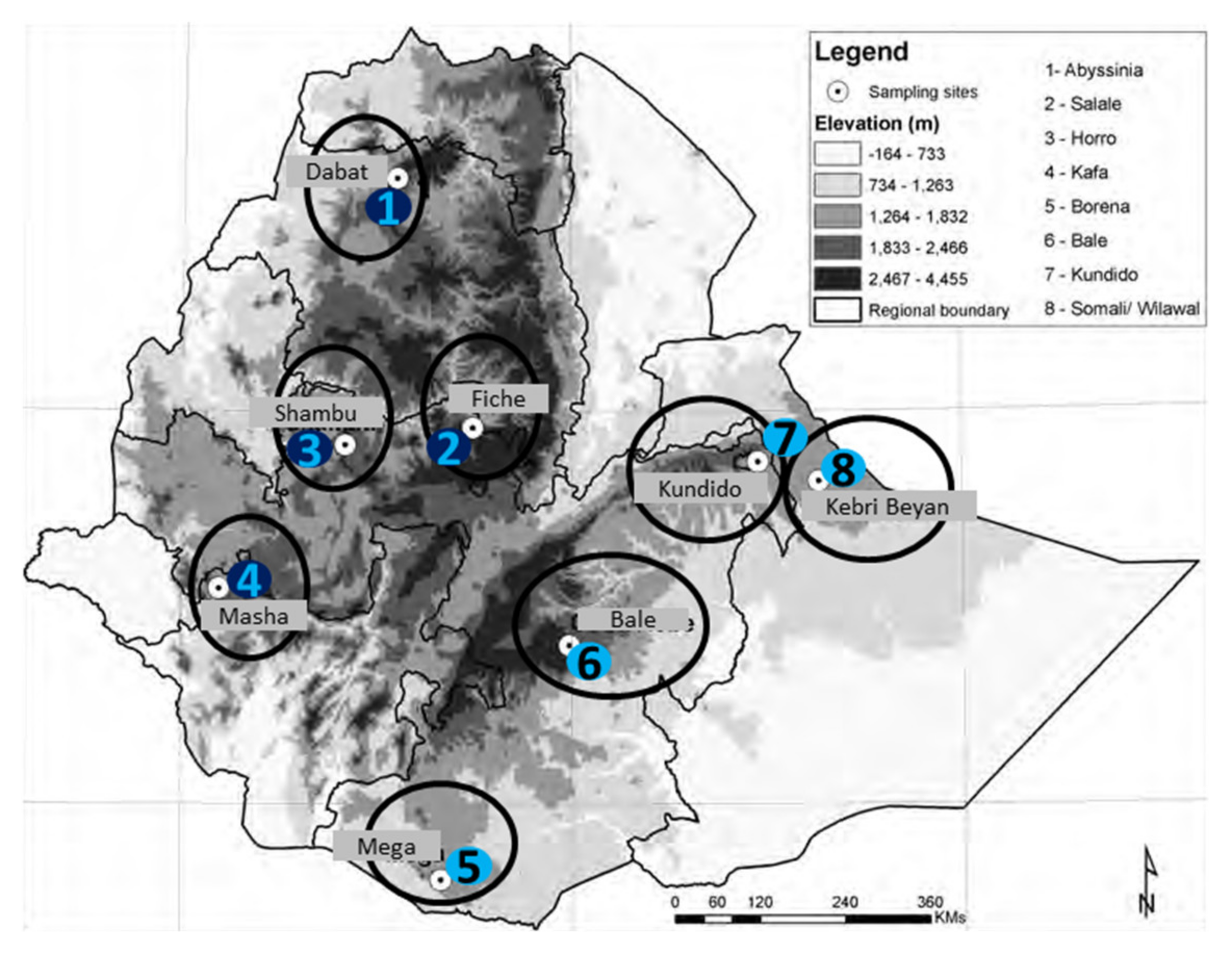
Répartition des races de chevaux d'Éthiopie. Le Horro est ici représenté par le numéro 3.

Propres à l'Ouest du plateau central éthiopien, ces chevaux se trouvent dans le district d'Horro, situé dans la région d'Oromia,. La race est considérée comme répandue (2012), mais la base de données DAD-IS ne fournit aucun relevé d'effectifs.